# Allodia actuaria
Allodia actuaria är en tvåvingeart som beskrevs av Oskar Augustus Johannsen 1912. Allodia actuaria ingår i släktet Allodia och familjen svampmyggor. Inga underarter finns listade i Catalogue of Life.